# Districte de Quetta-Pishin
El districte de Quetta-Pishin fou una antiga divisió administrativa de l'Índia Britànica (1883-1947) i del Pakistan (1947-1975) amb una superfície de 13.279 km² i una població de 78.662 el 1891 i de 114.087 el 1901. Estava format per diverses valls de certa llargada, formant l'àrea de reg del Pishin Lora i tancats per totes parts per les muntanyes de Toba-Kakar i serralada Brahui Central Central, amb alturas entre 1.400 i 1.700 metres; al nord les muntanyes Toba amb l'altiplà de Loe Toba i el de Tabina, del que deriva el Khwaja Amran en direcció sud formant el límit oest del districte amb el nom de Sarlath. Les muntanyes Zarghun (3.639 metres), Takatu (3.526 metres) i Mudar (3.223 metres) són els principals cims. Cap al sud les muntanyes Chiltan i les Mashelakh. El riu principal era el Pishin Lora i seguia el Kadanai al nord (afluent del Helmand a l'Afgganistan). El districte està en una zona de terratremols destacant els de 1892, març de 1902, maig de 1935 i 1997.

## Història
Fou part dels dominis gaznèvides i després gúrides. La comarca i ciutat foren conegudes com a Fushanj o Pashang noms que podrien datar del segle X. El 1222 la regió va caure en mans dels mongols quedant a la zona de frontera amb el ulus de Txagatai i formant part del kanat d'Hulagu (1256). El 1281/1282 va passar a mans de Shams al-Din II ibn Rukn al-Din Kart, malik de la dinastia kart o kurt d'Herat, vassall de l'il-kànida Abaqa, fill i successor d'Hulagu. El malik kurt d'Herat, va ser deposat per Tamerlà el 1383 i el seu territori annexionat, menys la regió de Kandahar i Pishin que el gran sobirà va donar en feu al seu net Pir Muhàmmad ibn Jahangir assassinat el 1407. Va ser donat altre cop com a feu al timúrida Soyurghatmish ibn Shah Rukh el 1418 i el 1427 al seu fill Sultan Masud Mirza fins al 1440. Després va pertànyer a la línia timúrida d'Herat (1440-1459), i va passar a Abu Said Khan de Transoxiana (1459-1469), i després a Husayn Mirza Baykara del 1469 fins al 1506. En aquest temps va quedar en mans del arghúnida Dhu l-Nun.
El 1504 Baber es va apoderar de Kabul, que pertanyia a Muskin Arghun, fill de Dhu l-Nun; Baber va permetre als Arghuns conservar Kandahar que va esdevenir la seva capital; a Dhu l-Nun el va succeir el 1507 Shah Beg Arghun al que poc després va atacar Baber que li va arrabassar Kandahar i Pishin (1507); Shah Beg va obtenir l'ajut dels shibànides i el seu sobirà Shibani Khan va assetjar a Baber a Kandahar i el va obligar a retirar-se, i Shah Beg va recuperar la regió (vers 1508) que va poder conservar; el 1518 va començar la conquesta del Sind del que ja s'havia apoderat el 1522 quan Baber va entrar per segon cop a Kandahar segons sembla després d'un llarg setge de cinc anys portat amb molta deixadesa i aturat i reprès diversos cops. Shah Beg es va retirar a Sibi, Quetta i al Sind on va governar fins a la seva mort el 1524. Segurament fou al segle XV quan hi van emigrar els tareen des de les muntanyes Sulaiman.
A la mort de Baber el 1530 el govern de la província de Kandahar fou donat al seu fill Mirza Kamran, però els safàvides perses també aspiraven al seu domini, i s'havien establert a Herat (1528). Els atacs perses a Kandahar sota el xa Tahmasp I el 1534-1536 foren rebutjats per Kamran. En la reconciliació de 1539 entre l'emperador Humayun i el seu germà Mirza Hindal, a aquest darrer li fou concedit el govern de Kandahar, mentre Kamran va ser ratificat en el govern de Panjab amb seu a Lahore. En el conflicte posterior entre Kamran i Humayun, aquest darrer va haver de fugir cap al Sind i finalment es va dirigir cap a Kandahar (1543), que ara estava governada pel seu germà Mirza Askari, que va aixecar la ciutat en la seva contra, i Humayun fou humiliat i es va haver de retirar cap al Sistan, lliurant-se per ben poc de ser capturat; Humayun va finalitzar la seva fugida a la Pèrsia safàvida, on el xa Tahmasp I li va concedir asil amb honors a Herat (1544); Humayun va donar al xa el seu gran diamant i va signar uns papers assegurant que era xiïta i finalment el xa li cedir un exèrcit de dotze mil homes per recuperar el seu tron. El març de 1545 es va presentar a Kandahar que finalment li fou entregada per Askari el setembre, però quan Humayun va marxar de la ciutat, Askari la va recuperar (octubre de 1545) amb suport dels arghuns del Sind però Humayun la va tornar a ocupar el 1546 o 1547 després de les seves victòries. El domini de Kandahar comportava en general el de Pishin i Quetta.
Humayun la dominava quan va morir el 1555. El 1558 el xa safàvida Tahmasp I va atacar la regió de Kandahar i la va ocupar. Els mogols la van recuperar el 1595 i l'Ain-i-Akbari esmenta que Shal (després Quetta) i Pushang (nom antic de Pishin) foren incloses al sarkar de Kandahar. Però sota Jahangir els perses van retornar i van ocupar la província altra vegada (vers 1620); el 1622 Pishing estava en mans perses i el govern fou confiat pel xa al cap tribal tareen Sher Khan. Els mogols la van reconquerir el 1638 però el 1648/1649 va caure altre cop en mans d'Abbas II de Pèrsia; els safàvides la van conservar més de mig segle, fins al 1709 durant els quals va formar la província de Kandahar que incloïa també els districtes de Mustang, Sibi, Kakari, Pishin i altres al sud, i va tenir com a governador entre d'altres, a diversos prínceps safàvides.
Al final del segle XVII els brahuis es van apoderar de Quetta; segurament Quetta va caure a les seves mans en el regnat de Mir Ahmad (1666-1696). La tribu afganesa dels ghilzai s'havia establert en aquest temps a la rodalia de Kandahar en territori que havia quedat buit perquè Abbas I el Gran havia traslladat als seus habitants originals de la tribu abdali cap a la rodalia d'Herat. Els ghilzays (Ghilzais) o ghalzays en general havien donat suport als safàvides contra els mogols però vers el 1707 un cap del clan hotak dels ghalzays, Mir Wais o Mir Ways Hotak va entrar en dissidència i es va revoltar el 1709; el governador safàvida de la província de Kandahar, d'origen georgià (Gorgin Khan que fou el rei Jordi XI de Kartli del 1676 al 1688 del 1691 al 1695 i del 1703 al 1709), fou assassinat (23 d'abril del 1709) i Mir Ways va ocupar el seu lloc; va obtenir el suport de tots els ghilzai (ghilzay) i altres tribus es va declarar independent si bé amb el modest títol de wakil (regent); encara que el novembre de 1709 fou nomenat governador persa de la província Kai Khusrau de Kartli (rei de Kartli 1709-1711) no va poder recuperar la zona i va morir en lluita contra Mir Wais el 27 de setembre de 1711 i el cap ghilzay va consolidar el seu poder. Vers 1725 Mir Abdullah de Kalat i Quetta es va apoderar de Pishin en lluita contra els ghilzais. El 1733 Mir Husayn Ghilzai va atacar als brahuis i va desmantellar la fortalesa de Pishin i després va ocupar Quetta avançant fins a Mastung; els brahuis es van sotmetre; Quetta i Pishin va restar sota autoritat de Kandahar.
Mir Husayn va governar fins al 12 de març de 1738 quan la ciutat de Kandahar fou conquerida després d'un setge per Nadir Shah que va tenir el suport dels abdalis d'Herat. La tribu dels abdali va esdevenir la tribu més poderosa sota Nadir Shah i van ser autoritzats a tornar a Kandahar. Pishin i Quetta foren cedides en feu al kan bruhui de Kalat vers 1740. A la mort de Nadir Shah el 1747, el cap dels abdalis, Ahmad Shah Abdali, era el principal cap militar i va canviar de nom la tribu a durrani (agafant el nom d'Ahmad Shah Durrani) establint el seu domini sobre l'Afganistan. El 1751 Ahmad Shah va donar la regió de Quetta als brahuis per la seva ajuda en la campanya de Pèrsia oriental però sembla que Pishin no en formava part i hauria estat cedida en feu a Pakar Khan Batezai a canvi de serveis militars. El 1769 o 1770 (després d'una campanya a Pèrsia el 1768-1769) la resta de Pishin fou cedida pels durranis a Nasir Khan el Gran de Kalat. A la caiguda de la dinastia sadozai i la partició del regne entre els fill de Paindah Khan Barakzai, Pishin va quedar inclosa en la província que va anar a parar als sardars barakzais de Kandahar, però el seu domini sobre la regió fou dèbil.
A la primera guerra angloafganesa Quetta fou ocupada pels britànics el 1839. El capità Bean fou nomenat primer agent polític a Shal o Quetta i va administrar el districte per compte de Shudja al-Mulk. El març de 1842 el general England que avançava cap a Kandahar en ajut del general Nott, fou derrotat a Haikalzai, a Pishin, però els britànics es van revenjar al mateix lloc un mes després. El territori fou evacuat i entregat al kan de Kalat (1842). Llavors Pishin fou ocupada pels afganesos. Sota l'emir de l'Afganistan formava un districte amb una superfície estimada de 9.300 km² i una població de 60.000 habitants. La zona estava formada per una plana rodejada per tres costats per muntanyes que formaven part de la regió: les de Toba al nord (amb el cim de Kund de 3.400 metres), les de Khwaja Amran a l'oest (2.748 metres) i les de Takatu al sud amb uns 3.400 metres.
A la segona Guerra Anglo-afganesa, els britànics van ocupar Quetta el 1876 per obra de Sir Robert Sandeman que va aconseguir un acord per establir tropes al fort i administrat la regió en nom del kan de Kalat. Això va fer incrementar l'interès de l'emir de Kabul per Pishin. El govern afganès era impopular i va oferir poca resistència a l'avanç de les forces britàniques des de Quetta; Pishin fou ocupada el desembre de 1878, i el tractat de Gandamak de 26 de maig de 1879 va entregar el districte de Pishin i Mastung als britànics, sent posat sota un subgovernador. L'única resistència fou la de la tribu achakzai (que vivia a la serra de Khwaja Amran): mentre els britànics durant la guerra estaven assetjats per Ayub Khan a Kandahar els achakzai atacaven a la comarca de Pishin, pero derrotat Ayub, foren dispersats, i van quedar sotmesos totalment després del final de la guerra, en una expedició de càstig el setembre de 1880 dirigida pel brigadier general Baker. El coronel Sir Oliver St. John estimava el 1881 la població en unes 60.000 persones exclosos els achakzai que eren un subgrup dels barakzais.
La cessió definitiva de Quetta i Shorod es va acordar el 1882. El març de 1883 el kan de Kalat va cedir formalment Quetta als britànics (que ja l'ocupaven des de feia 7 anys) a canvi d'un arrendament de 2.500 lliures. L'abril de 1883 Quetta va formar una unitat administrativa única amb Pishin i Shorasud (Shorarud) o Shorod sota autoritat de l'agent del governador general a Balutxistan amb seu a Quetta. Un agent polític subordinat residia a Pishin (anomenada també per un temps New Bazar) on també hi havia un tahsildar. Fou estació militar i seu d'un regiment d'infanteria de Bombai i un esquadró de cavalleria també de Bombai. Es van reclutar tanmateix cossos tribals.
El nombre de ciutat era de tres i el de pobles de 329. Administrativament el formaven quatre tahsils: Chaman, Pishin, Quetta i Shorarud.
Els tres darrers tehsils formaven subdivisions del Balutxistan Britànic i el primer era territori d'agència. El cap executiu del districte combinava les funcions de subsomissionat per les àrees del Balutxistan Britànic i d'agent britànics per les àrees d'agència. Shorarud i Quetta tenien una administració comuna amb 3.041 km² (1.399 el tahsil de Quetta) i una pobació de 45.897 habitants (1.062 habitants a Shorarud o Shorod) en 54 pobles. Quetta era la capital del districte, subdivisió i tahsil, i tenia 24.584 habitants.
Més del 84% de la població eren musulmans sunnites; els hindús eren aleshores encara el 10% i els cristians (quasi tots europeus) el 3%. La llengua principal era el paixtu (el 78 eren ètnics paixtus); el 6% parlava brahui (el 8% eren etnics brahuis).
El districte va existir sense gran fets fora de diversos terratrèmols (especialment el 1935) fins al 1975. El 1947, amb la partició entre Índia i Pakistan, no es van produir canvis. El 1955 les províncies pakistaneses foren suprimides i es va establir el sistema de província única al Pakistan Occidental, creant-se les divisions, i el districte de Quetta-Pishin fou integrat a la divisió de Quetta. Finalment el 1975 es va restaurar el districte de Pishin, separat de Quetta, per raons administratives.

## Arqueologia
- Diversos llocs on s'ha trobat poteria
- Karez zoroastrià anomenat Gabri
- Arsenal de Quetta on es va trobar una estàtua de coure d'Hèrcules de 7 metres portant a la mà esquerra la pell del lleó de Nemea.